# Gymnanthenea
Gymnanthenea is een geslacht van zeesterren uit de familie Oreasteridae.

## Soorten
- Gymnanthenea globigera (Döderlein, 1915)
- Gymnanthenea laevis H.L. Clark, 1938